# Línea 28 (San Juan)
La línea 28 es una línea de colectivos urbanos del aglomerado del Gran San Juan en la provincia de San Juan, Argentina, que recorre la zona norte de dicha aglomeración, siendo el departamento Chimbas, comunicándolo con la ciudad de San Juan. 
Sus unidades están administradas actualmente por la empresa privada, Albardón S.R.L. Mientras que hasta el 4 de septiembre de 2004, estuvo administrada por la empresa 20 de junio S.A, que debido al incumplimiento de los plazos establecidos, para la incorporación de nuevas unidades ofertadas, el gobierno provincial le caduco el servicio